# Estación de Bendición
Bendición es una estación de ferrocarril situada en el municipio español de Siero en el Principado de Asturias. Forma parte de la red de vía estrecha operada por Renfe Operadora a través su división comercial Renfe Cercanías AM. Está integrada dentro del núcleo de Cercanías Asturias como parte de la línea C-5 (antigua F-5) entre Laviana y Gijón.

## Situación ferroviaria
Se encuentra en el punto kilométrico 24,05 de la línea férrea de ancho métrico que une Gijón con Laviana a 201,80 metros de altitud. El tramo es de vía doble electrificada.

## Historia
Las instalaciones ferroviarias fueron abiertas al tráfico el 7 de mayo de 1853 con la apertura del tramo Pinzales-Carbayín, de la línea Gijón-Sama que se completó el 12 de julio de 1856. Las obras corriendo a cargo de la Compañía del Ferrocarril de Langreo, dando lugar a lo que habitualmente se conoce como Ferrocarril de Langreo. Este línea fue una de las primeras en inaugurarse en España. Lo hizo inicialmente con clara vocación minera para dar salida al carbón del Valle de Langreo al puerto de Gijón y usando un ancho de vía internacional que resultaría atípico al generalizarse posteriormente el ancho ibérico.
El 12 de junio de 1972, la difícil situación económica de la compañía que gestionaba el recinto supuso su cesión al Estado. FEVE pasó entonces a ser titular de las instalaciones. En 1983 se decidió un cierre temporal para adaptar la línea al ancho métrico usado por la compañía estatal en su red. Feve mantuvo la gestión hasta que en 2013 la explotación fue atribuida a Renfe Operadora y las instalaciones a Adif.

## Servicios ferroviarios

### Cercanías
Forma parte de la línea C-5 de Cercanías Asturias. La frecuencia media es de un tren cada 60 minutos. La frecuencia disminuye durante los fines de semana y festivos.
| procedencia/destino | < estación | Línea | estación > | destino/procedencia |
| ------------------- | ---------- | ----- | ---------- | ------------------- |
| Gijón               | Xixún      |       | Valdesoto  | Laviana             |